# Pachía Ámmos
Pachía Ámmos, en grec moderne : Παχεία Άμμος, est un village du dème d'Ierápetra, dans le district régional de Lassíthi, de la Crète, en Grèce. Selon le recensement de 2011, la population de Pachía Ámmos compte 574 habitants.
Le village est situé à une altitude de 10 m et à une distance de 15 km d'Ierápetra. Le nom de Pacchianamo est mentionné par Francesco Basilicata, en 1630.

## Recensements de la population
| Recensements | 1900 | 1920 | 1928 | 1940 | 1951 | 1961 | 1971 | 1981 | 1991 | 2001 | 2011 |
| ------------ | ---- | ---- | ---- | ---- | ---- | ---- | ---- | ---- | ---- | ---- | ---- |
| Population   | -    | 67   | 162  | 252  | 280  | 358  | 384  | 430  | -    | 570  | 574  |